# 臀紋任氏鱂
臀紋任氏鱂為輻鰭魚綱鯉齒目四眼魚科的其中一種，分布於南美洲阿根廷西部的Dulce河流域，體長可達6公分。

## 擴展閱讀
維基物種上的相關：臀紋任氏鱂